# Palmetto (film)
Palmetto – amerykański film fabularny z 1998 roku w reżyserii Volkera Schlöndorffa. Zdjęcia do filmu realizowano na Florydzie w dniach od 15 kwietnia do 13 czerwca 1997 roku.

## Fabuła
Harry Barber, bezrobotny dziennikarz, niesłusznie skazany na dwa lata więzienia, wychodzi na wolność.  Wraca do rodzinnego miasteczka Palmetto na Florydzie, gdzie poznaje piękną i tajemniczą panią Rheę Marloux, która jest żoną bogatego biznesmena. Namawia ona Harry'ego do wzięcia udziału w jej przedsięwzięciu. Harry będzie miał za zadanie upozorowanie porwania pasierbicy Rhei. Dziennikarz, oczarowany kobietą i zachęcony gotówką, zgadza się na podjęcie misji. Wkrótce okaże się, że nie była to najlepsza decyzja. 

## Obsada
- Woody Harrelson - Harry Barber
- Elisabeth Shue -  Rhea Malroux
- Chloë Sevigny - Odette
- Gina Gershon - Nina
- Rolf Hoppe - Felix Malroux
- Michael Rapaport - Mr. Donnely
- Tom Wright - John Renick
- Marc Macaulay - Miles Meadows

i inni